# Mont Ventoux Dénivelé Challenge 2023
La Mont Ventoux Dénivelé Challenge 2023, 5a edició de la Mont Ventoux Dénivelé Challenge, es disputà el 13 de juny de 2023 sobre un recorregut inicialment previst de 154 quilòmetres, però que les males condicions meteorològiques obligaren a reduir-la a tan sols 98,3 quilòmetres. La cursa formava part del calendari de l'UCI ProSeries 2023.
El vencedor final fou el jove francès Lenny Martinez (Groupama-FDJ), que s'imposà en els metres finals al canadenc Michael Woods (Israel-Premier Tech) i Simon Carr (EF Education-EasyPost), segon i tercer respectivament.

## Equips
L'organització convidà a setze equips: sis WorldTeams, set equips UCI ProTeams i tres equips continentals.
| WorldTeams (6)- AG2R Citroën Team - Cofidis - EF Education-EasyPost - Groupama-FDJ - Movistar Team - Arkéa-Samsic ProTeams (7)- Burgos-BH - Caja Rural-Seguros RGA - Equipo Kern Pharma - Euskaltel-Euskadi - Israel-Premier Tech - TotalEnergies - Uno-X Pro Cycling Team Equips continentals (3)- CIC U Nantes Atlantique - Electro Hiper Europa - Nice Métropole Côte d'Azur |
| |

## Classificació final
| \| Classificació general \| Classificació general \| Classificació general \| Classificació general \| Classificació general \| \| Corredor \| Corredor \| Equip \| Temps \| \| \| --------------------- \| ------------------------- \| --------------------- \| --------------------- \| --------------------- \| \| 1r \| Lenny Martinez \| Groupama-FDJ \| 2h 48' 41" \| \| \| 2n \| Michael Woods \| Israel-Premier Tech \| + 1" \| \| \| 3r \| Simon Carr \| EF Education-EasyPost \| + 1" \| \| \| 4t \| Cristián Rodríguez Martín \| Arkéa-Samsic \| + 1" \| \| \| 5è \| Clément Champoussin \| Arkéa-Samsic \| + 13" \| \| \| 6è \| Iván Ramiro Sosa Cuervo \| Movistar Team \| + 14" \| \| \| 7è \| Domenico Pozzovivo \| Israel-Premier Tech \| + 15" \| \| \| 8è \| Valentin Paret-Peintre \| AG2R Citroën Team \| + 20" \| \| \| 9è \| Diego Camargo Pineda \| EF Education-EasyPost \| + 22" \| \| \| 10è \| Mikel Bizkarra Etxegibel \| Euskaltel-Euskadi \| + 29" \| \| |                           |                       |            |
| |                           |                       |            |
| Font: ProCyclingStats |                           |                       |            |
| Classificació general |                           |                       |            |
| Corredor | Corredor                  | Equip                 | Temps      |
| 1r | Lenny Martinez            | Groupama-FDJ          | 2h 48' 41" |
| 2n | Michael Woods             | Israel-Premier Tech   | + 1"       |
| 3r | Simon Carr                | EF Education-EasyPost | + 1"       |
| 4t | Cristián Rodríguez Martín | Arkéa-Samsic          | + 1"       |
| 5è | Clément Champoussin       | Arkéa-Samsic          | + 13"      |
| 6è | Iván Ramiro Sosa Cuervo   | Movistar Team         | + 14"      |
| 7è | Domenico Pozzovivo        | Israel-Premier Tech   | + 15"      |
| 8è | Valentin Paret-Peintre    | AG2R Citroën Team     | + 20"      |
| 9è | Diego Camargo Pineda      | EF Education-EasyPost | + 22"      |
| 10è | Mikel Bizkarra Etxegibel  | Euskaltel-Euskadi     | + 29"      |

## Llista de participants
| EF Education-EasyPost EFE | EF Education-EasyPost EFE  | EF Education-EasyPost EFE |
| ------------------------- | -------------------------- | ------------------------- |
| Núm                       | Ciclista                   | Pos                       |
| 1                         | Diego Camargo Pineda (COL) | 9è                        |
| 2                         | Simon Carr (GBR)           | 3r                        |
| 3                         | Odd Christian Eiking (NOR) | 13è                       |
| 4                         | Merhawi Kudus (ERI) (ruta) | 15è                       |
| 5                         | Mark Padun (UKR)           | 57è                       |
| 7                         | Georg Steinhauser (GER)    | 17è                       |

| Cofidis COF | Cofidis COF               | Cofidis COF |
| ----------- | ------------------------- | ----------- |
| Núm         | Ciclista                  | Pos         |
| 11          | Jesús Herrada López (ESP) | 12è         |
| 12          | François Bidard (FRA)     | 50è         |
| 13          | Thomas Champion (FRA)     | 70è         |
| 14          | José Herrada López (ESP)  | 56è         |
| 15          | Harrison Wood (GBR)       | 30è         |
| 16          | Axel Mariault (FRA)       | 44è         |
| 17          | Hugo Toumire (FRA)        | 49è         |

| AG2R Citroën Team ACT | AG2R Citroën Team ACT        | AG2R Citroën Team ACT |
| --------------------- | ---------------------------- | --------------------- |
| Núm                   | Ciclista                     | Pos                   |
| 21                    | Alex Baudin (FRA)            | 35è                   |
| 22                    | Alan Retailleau (FRA)        | 67è                   |
| 23                    | Paul Lapeira (FRA)           | 74è                   |
| 24                    | Valentin Paret-Peintre (FRA) | 8è                    |
| 25                    | Nicolas Prodhomme (FRA)      | 16è                   |
| 26                    | Bastien Tronchon (FRA)       | 76è                   |

| Groupama-FDJ GFC | Groupama-FDJ GFC        | Groupama-FDJ GFC |
| ---------------- | ----------------------- | ---------------- |
| Núm              | Ciclista                | Pos              |
| 31               | Reuben Thompson (NZL)   | 34è              |
| 32               | Lorenzo Germani (ITA)   | 45è              |
| 33               | Lars van den Berg (NED) | 19è              |
| 34               | Lenny Martinez (FRA)    | 1r               |
| 35               | Rudy Molard (FRA)       | 28è              |
| 36               | Clément Davy (FRA)      | 91è              |
| 37               | Enzo Paleni (FRA)       | 53è              |

| Movistar Team MOV | Movistar Team MOV                  | Movistar Team MOV |
| ----------------- | ---------------------------------- | ----------------- |
| Núm               | Ciclista                           | Pos               |
| 41                | Imanol Erviti Ollo (ESP)           | 92è               |
| 42                | Abner González (PUR)               | 81è               |
| 43                | William Barta (USA)                | 51è               |
| 44                | Einer Rubio (COL)                  | 25è               |
| 45                | Vinicius Rangel Costa (BRA) (ruta) | 98è               |
| 46                | Sergio Samitier (ESP)              | 94è               |
| 47                | Iván Ramiro Sosa Cuervo (COL)      | 6è                |

| Arkéa-Samsic ARK | Arkéa-Samsic ARK                | Arkéa-Samsic ARK |
| ---------------- | ------------------------------- | ---------------- |
| Núm              | Ciclista                        | Pos              |
| 51               | Cristián Rodríguez Martín (ESP) | 4t               |
| 52               | Maxime Bouet (FRA)              | 90è              |
| 53               | Clément Champoussin (FRA)       | 5è               |
| 54               | Élie Gesbert (FRA)              | 22è              |
| 55               | Kévin Ledanois (FRA)            | 69è              |
| 56               | Michel Ries (LUX)               | 48è              |
| 57               | Alessandro Verre (ITA)          | 37è              |

| Israel-Premier Tech IPT | Israel-Premier Tech IPT  | Israel-Premier Tech IPT |
| ----------------------- | ------------------------ | ----------------------- |
| Núm                     | Ciclista                 | Pos                     |
| 61                      | Christopher Froome (GBR) | 55è                     |
| 62                      | Michael Woods (CAN)      | 2n                      |
| 63                      | Guillaume Boivin (CAN)   | 61è                     |
| 64                      | Domenico Pozzovivo (ITA) | 7è                      |
| 65                      | Matthew Riccitello (USA) | 14è                     |
| 66                      | Stephen Williams (GBR)   | 58è                     |
| 67                      | Pau Martí (ESP)          | 93è                     |

| Caja Rural-Seguros RGA CJR | Caja Rural-Seguros RGA CJR         | Caja Rural-Seguros RGA CJR |
| -------------------------- | ---------------------------------- | -------------------------- |
| Núm                        | Ciclista                           | Pos                        |
| 71                         | Julen Amézqueta Moreno (ESP)       | 62è                        |
| 72                         | Abel Balderstone Roumens (ESP)     | 21è                        |
| 73                         | Jhojan García (COL)                |                            |
| 74                         | Mulu Hailemichael (ETH)            | 38è                        |
| 75                         | Calum Johnston (GBR)               | 77è                        |
| 76                         | Orluis Aular Sanabria (VEN) (ruta) | 52è                        |
| 77                         | Josu Etxeberria (ESP)              | 96è                        |

| TotalEnergies TEN | TotalEnergies TEN      | TotalEnergies TEN |
| ----------------- | ---------------------- | ----------------- |
| Núm               | Ciclista               | Pos               |
| 81                | Fabien Doubey (FRA)    | 88è               |
| 82                | Sandy Dujardin (FRA)   | 79è               |
| 83                | Alan Jousseaume (FRA)  | 32è               |
| 84                | Pierre Latour (FRA)    | 29è               |
| 85                | Julien Simon (FRA)     | 75è               |
| 86                | Geoffrey Soupe (FRA)   | 80è               |
| 87                | Dries Van Gestel (BEL) | 97è               |

| Euskaltel-Euskadi EUS | Euskaltel-Euskadi EUS          | Euskaltel-Euskadi EUS |
| --------------------- | ------------------------------ | --------------------- |
| Núm                   | Ciclista                       | Pos                   |
| 91                    | Asier Etxeberria (ESP)         | 84è                   |
| 92                    | Mikel Bizkarra Etxegibel (ESP) | 10è                   |
| 93                    | Joan Bou (ESP)                 | 18è                   |
| 94                    | Ibai Azurmendi (ESP)           | 26è                   |
| 95                    | Unai Cuadrado (ESP)            | 68è                   |
| 96                    | Peio Goikoetxea (ESP)          | 101è                  |
| 97                    | Enekoitz Azparren (ESP)        | FC                    |

| Equipo Kern Pharma EKP | Equipo Kern Pharma EKP        | Equipo Kern Pharma EKP |
| ---------------------- | ----------------------------- | ---------------------- |
| Núm                    | Ciclista                      | Pos                    |
| 101                    | Roger Adrià Oliveras (ESP)    | 72è                    |
| 102                    | Jon Agirre Egaña (ESP)        | 31è                    |
| 103                    | Pablo Castrillo Zapater (ESP) | 73è                    |
| 105                    | José Félix Parra (ESP)        | 27è                    |
| 106                    | Ibon Ruiz (ESP)               | 40è                    |
| 107                    | Carlos García Pierna (ESP)    | 36è                    |

| Uno-X Pro Cycling Team UXT | Uno-X Pro Cycling Team UXT   | Uno-X Pro Cycling Team UXT |
| -------------------------- | ---------------------------- | -------------------------- |
| Núm                        | Ciclista                     | Pos                        |
| 111                        | Niklas Eg (DEN)              | 42è                        |
| 112                        | Jacob Hindsgaul Madsen (DEN) | 102è                       |
| 113                        | Marcus Hansen (DEN)          | DNF                        |
| 114                        | Ådne Holter (NOR)            | 33è                        |
| 115                        | Magnus Kulset (NOR)          | 54è                        |
| 116                        | Johannes Kulset (NOR)        | 11è                        |
| 117                        | Idar Andersen (NOR)          | DNF                        |

| Burgos-BH BBH | Burgos-BH BBH                  | Burgos-BH BBH |
| ------------- | ------------------------------ | ------------- |
| Núm           | Ciclista                       | Pos           |
| 121           | Pelayo Sánchez Mayo (ESP)      | 23è           |
| 122           | José Manuel Díaz Gallego (ESP) | 24è           |
| 123           | Ángel Madrazo Ruiz (ESP)       | 100è          |
| 124           | Daniel Navarro García (ESP)    | 39è           |
| 125           | Mario Aparicio (ESP)           | 47è           |
| 126           | Eric Fagúndez (URU)            | 64è           |

| Nice Métropole Côte d'Azur NMC | Nice Métropole Côte d'Azur NMC | Nice Métropole Côte d'Azur NMC |
| ------------------------------ | ------------------------------ | ------------------------------ |
| Núm                            | Ciclista                       | Pos                            |
| 131                            | Edouard Bonnefoix (FRA)        | 87è                            |
| 132                            | Tristan Delacroix (FRA)        | 95è                            |
| 133                            | Maxime Urruty (FRA)            | 83è                            |
| 134                            | Jean Goubert (FRA)             | 82è                            |
| 135                            | Julian Lino (FRA)              | 60è                            |
| 136                            | Andrea Mifsud                  | 65è                            |
| 137                            | Larry Valvasori (LUX)          | 89è                            |

| Electro Hiper Europa EHE | Electro Hiper Europa EHE         | Electro Hiper Europa EHE |
| ------------------------ | -------------------------------- | ------------------------ |
| Núm                      | Ciclista                         | Pos                      |
| 141                      | Mateu Estelrich Cabanellas (ESP) | 78è                      |
| 142                      | Víctor Martínez (ESP)            | 63è                      |
| 143                      | José María García Soriano (ESP)  | 85è                      |
| 144                      | José Luis Faura (ESP)            | 41è                      |
| 145                      | Xavier Cañellas Sánchez (ESP)    | FC                       |
| 147                      | Alex Molenaar (NED)              | 43è                      |

| CIC U Nantes Atlantique UCN | CIC U Nantes Atlantique UCN | CIC U Nantes Atlantique UCN |
| --------------------------- | --------------------------- | --------------------------- |
| Núm                         | Ciclista                    | Pos                         |
| 151                         | Jordan Jegat (FRA)          | 46è                         |
| 152                         | Yaël Joalland (FRA)         | 20è                         |
| 153                         | Léo Danès (FRA)             | 71è                         |
| 154                         | Maël Guégan (FRA)           | 66è                         |
| 155                         | Noa Isidore (FRA)           | 86è                         |
| 156                         | Hubert Grygowski (POL)      | 99è                         |

| EF Education-EasyPost EFE | EF Education-EasyPost EFE  | EF Education-EasyPost EFE |
| ------------------------- | -------------------------- | ------------------------- |
| Núm                       | Ciclista                   | Pos                       |
| 1                         | Diego Camargo Pineda (COL) | 9è                        |
| 2                         | Simon Carr (GBR)           | 3r                        |
| 3                         | Odd Christian Eiking (NOR) | 13è                       |
| 4                         | Merhawi Kudus (ERI) (ruta) | 15è                       |
| 5                         | Mark Padun (UKR)           | 57è                       |
| 7                         | Georg Steinhauser (GER)    | 17è                       |

| Cofidis COF | Cofidis COF               | Cofidis COF |
| ----------- | ------------------------- | ----------- |
| Núm         | Ciclista                  | Pos         |
| 11          | Jesús Herrada López (ESP) | 12è         |
| 12          | François Bidard (FRA)     | 50è         |
| 13          | Thomas Champion (FRA)     | 70è         |
| 14          | José Herrada López (ESP)  | 56è         |
| 15          | Harrison Wood (GBR)       | 30è         |
| 16          | Axel Mariault (FRA)       | 44è         |
| 17          | Hugo Toumire (FRA)        | 49è         |

| AG2R Citroën Team ACT | AG2R Citroën Team ACT        | AG2R Citroën Team ACT |
| --------------------- | ---------------------------- | --------------------- |
| Núm                   | Ciclista                     | Pos                   |
| 21                    | Alex Baudin (FRA)            | 35è                   |
| 22                    | Alan Retailleau (FRA)        | 67è                   |
| 23                    | Paul Lapeira (FRA)           | 74è                   |
| 24                    | Valentin Paret-Peintre (FRA) | 8è                    |
| 25                    | Nicolas Prodhomme (FRA)      | 16è                   |
| 26                    | Bastien Tronchon (FRA)       | 76è                   |

| Groupama-FDJ GFC | Groupama-FDJ GFC        | Groupama-FDJ GFC |
| ---------------- | ----------------------- | ---------------- |
| Núm              | Ciclista                | Pos              |
| 31               | Reuben Thompson (NZL)   | 34è              |
| 32               | Lorenzo Germani (ITA)   | 45è              |
| 33               | Lars van den Berg (NED) | 19è              |
| 34               | Lenny Martinez (FRA)    | 1r               |
| 35               | Rudy Molard (FRA)       | 28è              |
| 36               | Clément Davy (FRA)      | 91è              |
| 37               | Enzo Paleni (FRA)       | 53è              |

| Movistar Team MOV | Movistar Team MOV                  | Movistar Team MOV |
| ----------------- | ---------------------------------- | ----------------- |
| Núm               | Ciclista                           | Pos               |
| 41                | Imanol Erviti Ollo (ESP)           | 92è               |
| 42                | Abner González (PUR)               | 81è               |
| 43                | William Barta (USA)                | 51è               |
| 44                | Einer Rubio (COL)                  | 25è               |
| 45                | Vinicius Rangel Costa (BRA) (ruta) | 98è               |
| 46                | Sergio Samitier (ESP)              | 94è               |
| 47                | Iván Ramiro Sosa Cuervo (COL)      | 6è                |

| Arkéa-Samsic ARK | Arkéa-Samsic ARK                | Arkéa-Samsic ARK |
| ---------------- | ------------------------------- | ---------------- |
| Núm              | Ciclista                        | Pos              |
| 51               | Cristián Rodríguez Martín (ESP) | 4t               |
| 52               | Maxime Bouet (FRA)              | 90è              |
| 53               | Clément Champoussin (FRA)       | 5è               |
| 54               | Élie Gesbert (FRA)              | 22è              |
| 55               | Kévin Ledanois (FRA)            | 69è              |
| 56               | Michel Ries (LUX)               | 48è              |
| 57               | Alessandro Verre (ITA)          | 37è              |

| Israel-Premier Tech IPT | Israel-Premier Tech IPT  | Israel-Premier Tech IPT |
| ----------------------- | ------------------------ | ----------------------- |
| Núm                     | Ciclista                 | Pos                     |
| 61                      | Christopher Froome (GBR) | 55è                     |
| 62                      | Michael Woods (CAN)      | 2n                      |
| 63                      | Guillaume Boivin (CAN)   | 61è                     |
| 64                      | Domenico Pozzovivo (ITA) | 7è                      |
| 65                      | Matthew Riccitello (USA) | 14è                     |
| 66                      | Stephen Williams (GBR)   | 58è                     |
| 67                      | Pau Martí (ESP)          | 93è                     |

| Caja Rural-Seguros RGA CJR | Caja Rural-Seguros RGA CJR         | Caja Rural-Seguros RGA CJR |
| -------------------------- | ---------------------------------- | -------------------------- |
| Núm                        | Ciclista                           | Pos                        |
| 71                         | Julen Amézqueta Moreno (ESP)       | 62è                        |
| 72                         | Abel Balderstone Roumens (ESP)     | 21è                        |
| 73                         | Jhojan García (COL)                |                            |
| 74                         | Mulu Hailemichael (ETH)            | 38è                        |
| 75                         | Calum Johnston (GBR)               | 77è                        |
| 76                         | Orluis Aular Sanabria (VEN) (ruta) | 52è                        |
| 77                         | Josu Etxeberria (ESP)              | 96è                        |

| TotalEnergies TEN | TotalEnergies TEN      | TotalEnergies TEN |
| ----------------- | ---------------------- | ----------------- |
| Núm               | Ciclista               | Pos               |
| 81                | Fabien Doubey (FRA)    | 88è               |
| 82                | Sandy Dujardin (FRA)   | 79è               |
| 83                | Alan Jousseaume (FRA)  | 32è               |
| 84                | Pierre Latour (FRA)    | 29è               |
| 85                | Julien Simon (FRA)     | 75è               |
| 86                | Geoffrey Soupe (FRA)   | 80è               |
| 87                | Dries Van Gestel (BEL) | 97è               |

| Euskaltel-Euskadi EUS | Euskaltel-Euskadi EUS          | Euskaltel-Euskadi EUS |
| --------------------- | ------------------------------ | --------------------- |
| Núm                   | Ciclista                       | Pos                   |
| 91                    | Asier Etxeberria (ESP)         | 84è                   |
| 92                    | Mikel Bizkarra Etxegibel (ESP) | 10è                   |
| 93                    | Joan Bou (ESP)                 | 18è                   |
| 94                    | Ibai Azurmendi (ESP)           | 26è                   |
| 95                    | Unai Cuadrado (ESP)            | 68è                   |
| 96                    | Peio Goikoetxea (ESP)          | 101è                  |
| 97                    | Enekoitz Azparren (ESP)        | FC                    |

| Equipo Kern Pharma EKP | Equipo Kern Pharma EKP        | Equipo Kern Pharma EKP |
| ---------------------- | ----------------------------- | ---------------------- |
| Núm                    | Ciclista                      | Pos                    |
| 101                    | Roger Adrià Oliveras (ESP)    | 72è                    |
| 102                    | Jon Agirre Egaña (ESP)        | 31è                    |
| 103                    | Pablo Castrillo Zapater (ESP) | 73è                    |
| 105                    | José Félix Parra (ESP)        | 27è                    |
| 106                    | Ibon Ruiz (ESP)               | 40è                    |
| 107                    | Carlos García Pierna (ESP)    | 36è                    |

| Uno-X Pro Cycling Team UXT | Uno-X Pro Cycling Team UXT   | Uno-X Pro Cycling Team UXT |
| -------------------------- | ---------------------------- | -------------------------- |
| Núm                        | Ciclista                     | Pos                        |
| 111                        | Niklas Eg (DEN)              | 42è                        |
| 112                        | Jacob Hindsgaul Madsen (DEN) | 102è                       |
| 113                        | Marcus Hansen (DEN)          | DNF                        |
| 114                        | Ådne Holter (NOR)            | 33è                        |
| 115                        | Magnus Kulset (NOR)          | 54è                        |
| 116                        | Johannes Kulset (NOR)        | 11è                        |
| 117                        | Idar Andersen (NOR)          | DNF                        |

| Burgos-BH BBH | Burgos-BH BBH                  | Burgos-BH BBH |
| ------------- | ------------------------------ | ------------- |
| Núm           | Ciclista                       | Pos           |
| 121           | Pelayo Sánchez Mayo (ESP)      | 23è           |
| 122           | José Manuel Díaz Gallego (ESP) | 24è           |
| 123           | Ángel Madrazo Ruiz (ESP)       | 100è          |
| 124           | Daniel Navarro García (ESP)    | 39è           |
| 125           | Mario Aparicio (ESP)           | 47è           |
| 126           | Eric Fagúndez (URU)            | 64è           |

| Nice Métropole Côte d'Azur NMC | Nice Métropole Côte d'Azur NMC | Nice Métropole Côte d'Azur NMC |
| ------------------------------ | ------------------------------ | ------------------------------ |
| Núm                            | Ciclista                       | Pos                            |
| 131                            | Edouard Bonnefoix (FRA)        | 87è                            |
| 132                            | Tristan Delacroix (FRA)        | 95è                            |
| 133                            | Maxime Urruty (FRA)            | 83è                            |
| 134                            | Jean Goubert (FRA)             | 82è                            |
| 135                            | Julian Lino (FRA)              | 60è                            |
| 136                            | Andrea Mifsud                  | 65è                            |
| 137                            | Larry Valvasori (LUX)          | 89è                            |

| Electro Hiper Europa EHE | Electro Hiper Europa EHE         | Electro Hiper Europa EHE |
| ------------------------ | -------------------------------- | ------------------------ |
| Núm                      | Ciclista                         | Pos                      |
| 141                      | Mateu Estelrich Cabanellas (ESP) | 78è                      |
| 142                      | Víctor Martínez (ESP)            | 63è                      |
| 143                      | José María García Soriano (ESP)  | 85è                      |
| 144                      | José Luis Faura (ESP)            | 41è                      |
| 145                      | Xavier Cañellas Sánchez (ESP)    | FC                       |
| 147                      | Alex Molenaar (NED)              | 43è                      |

| CIC U Nantes Atlantique UCN | CIC U Nantes Atlantique UCN | CIC U Nantes Atlantique UCN |
| --------------------------- | --------------------------- | --------------------------- |
| Núm                         | Ciclista                    | Pos                         |
| 151                         | Jordan Jegat (FRA)          | 46è                         |
| 152                         | Yaël Joalland (FRA)         | 20è                         |
| 153                         | Léo Danès (FRA)             | 71è                         |
| 154                         | Maël Guégan (FRA)           | 66è                         |
| 155                         | Noa Isidore (FRA)           | 86è                         |
| 156                         | Hubert Grygowski (POL)      | 99è                         |